# Cervona Orilka, Țarîceanka
Cervona Orilka (în ucraineană Червона Орілька) este un sat în comuna Mîhailivka din raionul Țarîceanka, regiunea Dnipropetrovsk, Ucraina.

## Demografie
Componența lingvistică a localității Cervona Orilka
     Ucraineană (100%)
Conform recensământului din 2001, toată populația localității Cervona Orilka era vorbitoare de ucraineană (100%).